# Caspar Gras
Caspar Gras (* 1585 in Mergentheim; † 3. Dezember 1674 in Schwaz) war ein österreichischer Bildhauer, Bronzegießer und Vertreter des Manierismus deutscher Geburt.

## Leben
Caspar Gras wurde 1585 als Sohn des Goldschmiedes Egidius Gras in Mergentheim geboren. Im Jahr 1600 erhielt eine Anstellung als Lehrling am Hof des Hochmeisters Maximilian von Österreich in Mergentheim. Zwei Jahre später übersiedelte er im Gefolge Maximilians nach Innsbruck, wo Gras am Hof seiner Tätigkeit als Bildhauer und Bronzegießer nachging und seine wichtigsten Werke schuf.

## Bedeutende Werke
- Grabmal des Erzherzog Maximilian im Innsbrucker Dom
- Leopoldsbrunnen, Innsbruck
- Pegasusbrunnen im Lustgarten von Schloss Mirabell, Salzburg

Weitere Werke ausgestellt in
- Schloss Ambras Innsbruck
- Kunsthistorisches Museum Wien
- J. Paul Getty Museum, Los Angeles
- Rijksmuseum, Amsterdam
- Victoria and Albert Museum, London